# Delphinium uliginosum
Delphinium uliginosum är en ranunkelväxtart som beskrevs av Mary Katherine Curran. Delphinium uliginosum ingår i släktet storriddarsporrar, och familjen ranunkelväxter. Inga underarter finns listade i Catalogue of Life.